# Estación Kamiuwa
La estación Kamiuwa (上宇和駅 Kami'uwa-eki?) es una estación de la línea Yosan de la Japan Railways que se encuentra en la ciudad de Seiyo de la prefectura de Ehime. El código de estación es el "U21".

## Estación de pasajeros
Cuenta con una plataforma, la cual posee un único andén (andén 1).

### Andén
| 1 | ● Línea Yosan | Hacia Yawatahama, Oozu, Uchiko, Iyo y Matsuyama (los servicios rápidos no se detienen) |
| 1 | ● Línea Yosan | Hacia Uwajima (los servicios rápidos no se detienen)                                   |

## Alrededores de la estación
- Ruta Nacional 56

## Historia
- 1945: el 20 de junio se inaugura la estación.
- 1987: el 1° de abril pasa a ser una estación de la división Ferrocarriles de Pasajeros de Shikoku de la Japan Railways.

## Estación anterior y posterior
- Línea Yosan 
  - Estación Iyoiwaki (U20)  <<  Estación Kamiuwa (U21)  >>  Estación Unomachi (U22)